# ويليام غرين (كاتب)
ويليام غرين (بالإنجليزية: William Green)‏ هو كاتب أمريكي، (ولد في ماريلند في الولايات المتحدة العقد 1810  م).